# نیکولو ۶۹۵۲
سیارک ۶۹۵۲ (به انگلیسی: 6952 Niccolo، نامگذاری:1986JT) شش هزار و نهصد و پنجاه و دومین سیارک کشف شده‌است که در ۴ مه ۱۹۸۶ کشف شد.
قدر مطلق سیارک برابر ۱۳٫۱۰ است.